# Jorge Sepúlveda

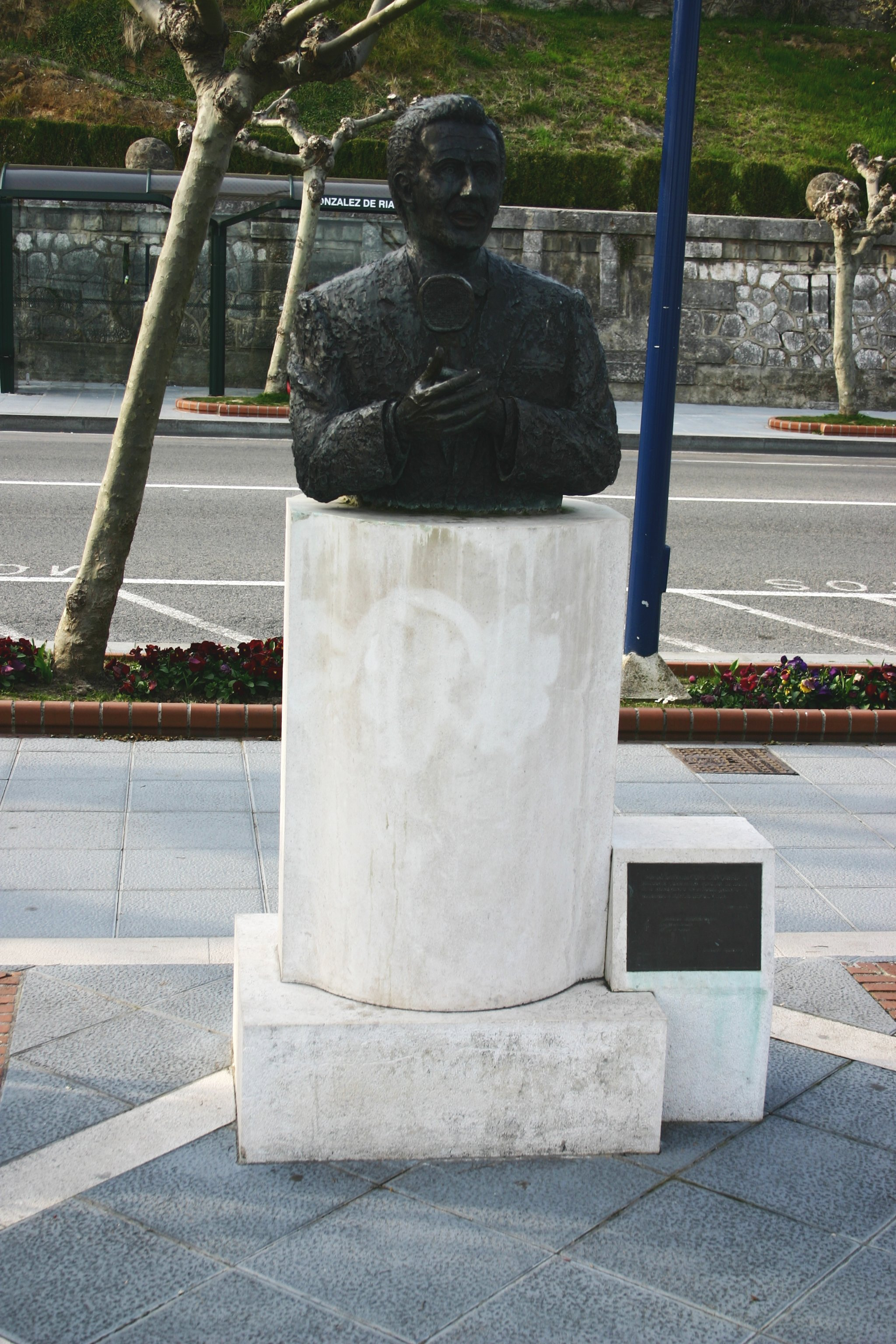
Monumento a Jorge Sepúlveda en Santander.

Jorge Sepúlveda, nombre artístico de Luis Sancho Monleón (Valencia, 8 de diciembre de 1917-Palma de Mallorca, 16 de junio de 1983), fue un cantante español de boleros y pasodobles.

## Biografía
Luis Sancho Monleón nació en la Plaza de los Escolapios de la Ciudad Vieja de Valencia.   Durante la Guerra Civil, obtuvo el grado de sargento del Ejército Popular de la República. Recibió un disparo en la mano izquierda que le inutilizó tres dedos. Tras ser internado en el campo de concentración de Albatera, en 1941 trabajó como contable, pero se fue a Zaragoza a probar suerte como cantante y de allí a Madrid, donde inició su carrera artística en la Sala Casablanca en 1942.   
Empezó a grabar discos y sus canciones se popularizaron a través de la radio, en programas de canciones dedicadas muy escuchados en la época, cuando las orquestas y artistas de moda actuaban en directo. 
El cénit de su popularidad lo vivió con sus boleros en las décadas de los 40 y los 50 durante las que viajó hasta Argentina y Cuba, cuando fueron muy populares en su voz entre otros boleros: Coruña escrita por Eduardo García Beitia y el propio Sepúlveda, Limosna de amor, el chotis Monísima del autor Vicente Mari Bas Laredo, El mar y tú, María Dolores escrita por Jacobo Morcillo Uceda, Bajo el cielo de Palma, el bolero Dos cruces del autor Carmelo Larrea, A escondidas, Campanitas de la aldea del autor Fernando García del Val, Mi casita de papel del autor Lito, Qué bonita es Barcelona, Quiero llevarme tu amor, La noche que te conocí, el pasodoble Tres veces guapa del autor Vicente Marí Bas Laredo, Monasterio de Santa Clara versión de la italiana Monasteriu 'e Santa Chiara, Santa Cruz y Malvarrosa ambas escritas por Fernando García Morcillo, o Sombra de Rebeca de los autores J. Serracant y Manuel Salina. Sus dos grandes números fueron Mirando al mar (1949), de los autores César de Haro y Mariano García González, y el famoso bolero Santander del que fue coautor junto a Enrique Peiró.
A mediados de la década de 1960, los boleros ya no eran la música preferida de los españoles —junto a la copla— y con la llegada de las baladas italianas y la música anglosajona, parece que su estrella declina. Sin embargo, comparte carteles con Sara Montiel y Bonet de San Pedro. Hasta que, en la década de 1970, TVE pone en antena el programa Tarde para todos, en el que reviven sus viejos éxitos, vuelve a los escenarios y se reeditan sus discos.
Falleció en Palma de Mallorca en 1983. De acuerdo con sus propios deseos, fue incinerado y sepultado en la fosa común número 7 del cementerio de Palma de Mallorca.
Tiene calles dedicadas en Palma de Mallorca y en Santander. En 2018 Carlos Arévalo publica la biografía Jorge Sepúlveda: la voz de la nostalgia. 